# Eberhard Friedrich Wilhelm von Graevenitz
Eberhard Friedrich Wilhelm Freiherr von Graevenitz (* 11. Mai 1719; † 1792) war ein preußischer Oberstwachtmeister, Kommandeur und Landrat.

## Herkunft
Eberhard Friedrich Wilhelm von Graevenitz war Angehöriger des Uradelsgeschlechts von Graevenitz. Er war ein Sohn des württembergischen Generalmajors Carl Ludwig Freiherr von Grävenitz (1688–1733) und dessen Ehefrau Maria Claudina († 1737), geb. Schaffalitzky von Muckadell.
Seine Schwester Wilhelmine Charlotte (1720–1771) wurde von der Schwester des gemeinsamen Vaters adoptiert, der als Mätresse des württembergischen Herzogs Eberhard Ludwig zur Reichsgräfin und württembergischen Landhofmeisterin emporgestiegenen Wilhelmine von Graevenitz, die einige Zeit für sich und ihre Verwandtschaft überaus wirkmächtig war. 
Sie wurde aber schließlich aus Württemberg verbannt und musste in Berlin im Exil leben. Seine Schwester Charlotte Wilhelmine war mit der Tante bzw. Adoptivmutter nach Berlin gekommen und hatte den preußischen Generalmajor der Kavallerie, Georg Konrad von der Goltz, geheiratet. Um das Vermögen der Tante entbrannte ein entwürdigender Machtkampf. Sie wurde gezwungen, ihr Kapital in Berlin zu binden, indem sie dort ein Haus erwerben musste. Erst dann erlangte sie ihre Bewegungsfreiheit zurück und schloss einen Vergleich mit dem Ehepaar Goltz. Das Verhältnis der Tante zu seiner Schwester, ihrer Adoptivtochter, war daraufhin zerrüttet.

## Leben
Im Alter von 16 Jahren trat er als Ausländer in das preußische Heer ein. 1739 wurde er Sekonde-Lieutnant, 1743 Premierleutnant und 1753 Stabshauptmann. Nachdem er im September 1756 Kommandeur geworden war, wurde er 1759 Oberstwachtmeister im Infanterie-Regiment von Rebentisch. 1771 wurde er vom Militär verabschiedet und 1772 wurde er zum Nachfolger von Carl Dietrich Stach von Goltzheim als Landrat des Kreises Seehesten mit Sitz in Rastenburg ernannt. Das Amt als Landrat übte er bis zum Jahr 1792 aus, ihm im Amt folgte Bogislav Carl von Schmeling.